# Lạc Đô
Lạc Đô (tiếng Trung: 乐都区; bính âm: Lèdū Qu) là một quận thuộc địa cấp thị Hải Đông, tỉnh Thanh Hải, Trung Quốc.

## Địa lý
Quận Lạc Đô nằm gần tỉnh lỵ địa cấp thị Tây Ninh.

## Hành chính
Quận Lạc Đô được chia thành 7 trấn: Niễn Bá (碾伯镇), Vũ Nhuận (雨润镇), Thọ Nhạc (寿乐镇), Cao Miếu (高庙镇), Hồng Thủy (洪水镇), Cao Điếm (高店镇), Cù Đàm (瞿昙镇) và 12 hương: Cộng Hòa (共和乡), Trung Lĩnh (中岭乡), Lý Gia (李家乡), Hạ Doanh (下营乡), Lô Hóa (芦化乡), Mã Doanh (马营乡), Mã Xưởng (马厂乡), Bồ Đài (蒲台乡), Trung Bá (中坝乡), Phong Đôi (峰堆乡), Thành Đài (城台乡), Đạt Lạp (达拉乡).